# Bodiluddelingen 1975
Bodiluddelingen 1975 blev afholdt i 1975 i Kinopalæet i København og markerede den 28. gang at Bodilprisen blev uddelt.
Ove Sprogøe vinder sin anden Bodil som denne gang er for sin ikoniske rolle som Egon Olsen i Olsen-bandens sidste bedrifter, mens Jens Okking skaber røre ved at nægte at modtage sin pris for sin præstation i Nitten røde roser - Okking skulle eftersigende have udtalt at "...blot som enhver anden her i landet har jeg passet sit arbejde, og det kræver ingen belønning..." Italienske Federico Fellini modtager for tredje gang prisen for bedste europæiske film med Amarcord efter at han modtog samme pris for filmene La Strada (1956) og 8½ (1964).

## Vindere
| Bedste mandlige hovedrolle                       | Bedste kvindelige hovedrolle  |
| ------------------------------------------------ | ----------------------------- |
| - Ove Sprogøe for Olsen-bandens sidste bedrifter | - Agneta Ekmanner for Per     |
| Bedste mandlige birolle                          | Bedste kvindelige birolle     |
| - Jens Okking for Nitten røde roser              | - ikke uddelt                 |
| Bedste danske film                               | Bedste ikke-europæiske film   |
| - Lars-Ole 5.c af Nils Malmros                   | - Chinatown af Roman Polanski |
| Bedste europæiske film                           | Bedste dokumentarfilm         |
| - Amarcord af Federico Fellini                   | - ikke uddelt                 |